# Stefano Palatchi
Stefano Palatchi (Barcelona, 26 de març del 1960) és un baix català conegut principalment per les seves interpretacions de Verdi. En les últimes dècades ha estat una de les veus més freqüents en la programació dels dels teatres d'òpera de l'estat espanyol.

## Trajectoria artística
Stefano Palatchi estudià amb Jaume Francisco Puig Maya Maiska, Gino Bechi, Ettore Campogaliani i Armen Boyajian a Barcelona, Florència i Nova York.
Va debutar a l'escenari del Gran Teatre del Liceu l'any 1986 en una representació de Lohengrin. Des de llavors s'ha convertit en una veu habitual del Teatre, on ha cantat en desenes d'obres com Rigoletto, Aida (2002-03), Il Trovatore, La Bohème, Macbeth (2003-04), Anna Bolena,La forza del destino, Els Pirineus (2002-03), Oedipe (2002-03) i Gaudí de Guinjoan (2004-05).
Es pot destacar les seves interpretacions del Rèquiem de Mozart a Ravenna i Parma, Die Zauberflöte, Margarita la Tornera i La Bohème al Teatro Real de Madrid, Norma a Santiago de Xile, Fidelio a l'Auditori de Barcelona i la Corunya i La Favorite al Teatro Real de Madrid. Tanmateix, el seu treball s'identifica sobretot amb la música de Verdi, fet pel qual Palatchi ha estat sovint etiquetat com a "basso verdiano". Cal senyalar els seus papers a òperes del compositor italià com Rigoletto, Aida, Il Trovatore, Macbeth o La forza dil destino.
Al llarg dels seus més de 30 anys de trajectòria, el baix ha actuat en diferents escenaris espanyols (Madrid, Sevilla, València, Peralada, Mallorca, Bilbao, Las Palmas, Tenerife, Oviedo, etc.) i estrangers (París, Tolosa, Marsella, Santiago de Xile, Puerto Rico, Ankara, Buenos Aires, Nova York, Washington DC, San Francisco i Viena). Va cantar a París Una cosa rara i Lucrezia Borgia. El 1989 participà en l'estrena de l'òpera Cristóbal Colón, de Lleonard Balada, al costat de Montserrat Caballé i Josep Carreras; el 1999, en el muntatge de Turandot que reinaugurà el teatre després de l'incendi, i el 2004, en l'estrena absoluta de l'òpera Gaudí, de Joan Guinjoan, en el paper de Josep. Les seves incursions en la música contemporània s'estenen a Joc de mans, (Albert García Demestres, Auditori de Mòdena), Faust-Bal, (Balada, Teatro Real de Madrid), o Lázaro (Halffter, Palau de la Música de Valencia i Megaron d'Atenes).
Palatchi ha treballat sota la batuta de directors com Gardelli, Bonynge, Zedda, Carella, Santi, Oren, López Cobos, Menotti, Rilling, Rozhdestvensky, Frühbeck de Burgos, Davis, Armiliato, Benini o Ettinger, entre d'altres. Aquests han coincidit en destacar la bellesa del seu timbre, afegida a una gran versatilitat i presència escènica i a un gran poder de comunicació teatral.
En els últims anys una incessant voluntat d'innovació l'ha portat a nous gèneres al marge de l'òpera, entre els quals ha tingut un paper destacat el jazz. Va fer el seu debut com a crooner liderant un quintet de músics el gener de 2012 a la Sala Luz de Gas de Barcelona. Des d'ençà ha actuat en diversos festivals de jazz a Catalunya i al Teatre Principal de Maó a Menorca. L'abril del 2017 va col·laborar amb l'Original Jazz Orchestra del Taller de Músics, dirigida pel trompetista David Pastor, dins del Festival Mil·lenni. En l'àmbit del jazz s'ha format a Nova York amb Barry Levit i Tommy James, pianista de la Duke Ellington Orchestra. El seu repertori inclou principalment estàndards. Recentment ha abordat també la cançó popular russa, de la que fa versions en diversos recitals.

## Reconeixements
Amb l'enregistrament de La Dolores, de Bretón, va aconseguir un Grammy Llatí. Mentre que amb la Margarita la Tornera, de Chapí, va estar nominat al mateix premi. Igualment va ser nominat als Grammy Awards amb la gravació de El Gato con Botas, de Montsalvatge.